# فاردينوت (آراغاتسوتن)
مدينة فاردينوت (بالإنجليزية: Vardenut)‏ هي إحدى المدن التابعة لمقاطعة آراغاتسوتن في أرمينيا. يقدر عدد سكانها بـ 710 نسمة حسب الإحصاء الذي جرى عام 2011.